# 68年
| 千纪： | 1千纪                                                                                |
| 世纪： | 前1世纪 \| 1世纪 \| 2世纪                                                            |
| 年代： | 30年代 \| 40年代 \| 50年代 \| 60年代 \| 70年代 \| 80年代 \| 90年代                   |
| 年份： | 63年 \| 64年 \| 65年 \| 66年 \| 67年 \| 68年 \| 69年 \| 70年 \| 71年 \| 72年 \| 73年 |
| 纪年： | 东汉永平十一年                                                                       |

## 大事记
- 羅馬帝國
  - 路格杜努高卢行省长官温代克斯起兵反抗尼禄，不久被罗马日耳曼军团镇压；西班牙行省长官加尔巴趁时起兵。这时，罗马城發生暴動，羅馬皇帝尼祿自殺，加尔巴率兵进入罗马城，被元老院奉为帝国皇帝。
- 其他
  - 白马寺建寺，为中国最早的佛教寺庙。

## 各国领袖

### 非洲
- 库施
  - 女王：Amanikhatashan（62年－85年）

### 亚洲
- 中国
  - 东汉：
    - 皇帝：汉明帝（57年－75年）
- 朝鲜
  - 百济：
    - 国王：多娄王（28年－77年）

  - 高句丽：
    - 国王：太祖王（53年－146年）

  - 新罗：
    - 国王：脱解尼师今（57年－80年）
- 贵霜帝国
  - 国王：丘就却（30年－80年）

### 欧洲
- 高加索伊比里亚
  - 国王：卡塔姆（58年－72年）
- 罗马帝国
  - 皇帝：
    1. 尼禄（54年－68年）
    2. 加尔巴（68年－69年）

### 中东
- 科马吉尼
  - 国王：Antiochus IV（41年－72年）
- 奈巴提亚
  - 国王：Malichus II（40年－70年）
- 奥斯若恩
  - 国王：Ma'nu VI bar Abgar（57年－71年）
- 安息
  - 国王：沃洛吉斯一世（51年－78年）

## 逝世
- 6月9日，尼禄，古罗马帝国皇帝（37年出生，31岁）